# Budapest élővilága

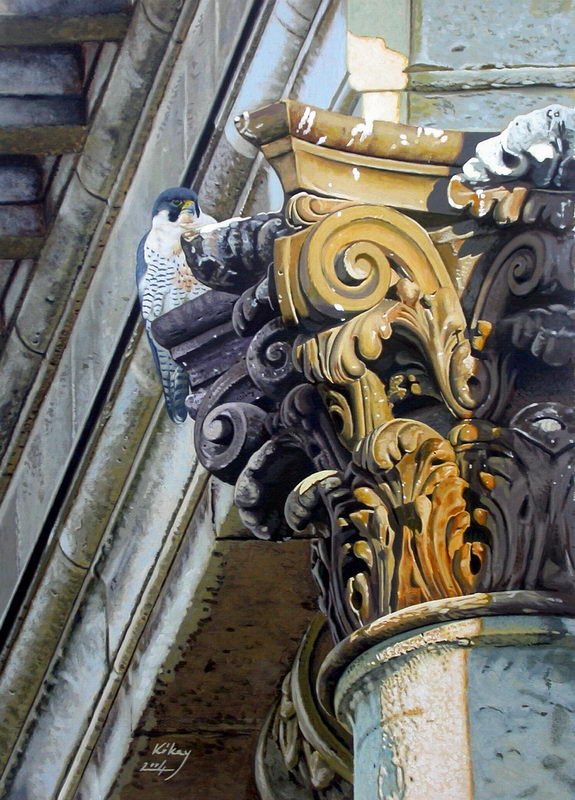
Vándorsólyom a Szent István-bazilikán

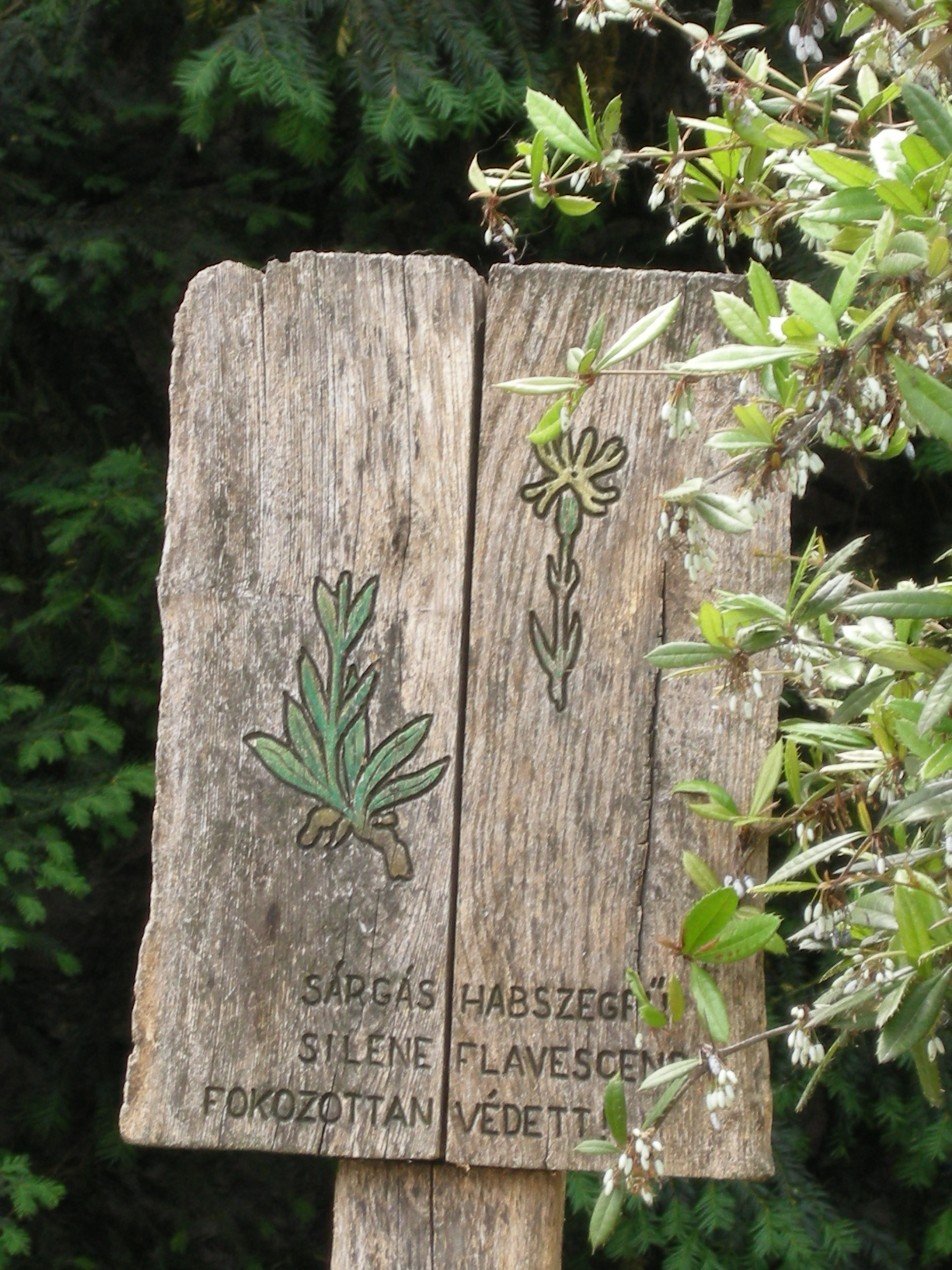
A sárgás habszegfű (Silene flavescens) fokozottan védett növény

Budapestet élővilágának alakulására nagy befolyással volt a Budapestet kettészelő Duna, amely az élővilág szempontjából is játszik egyfajta elválasztó szerepet. A budai oldalon lévő kerületek jellegét tekintve inkább lakó és pihenőövezetek, míg a pesti oldal az ipar, a kereskedelem és a közigazgatás központja egybeépülve nagy kiterjedésű lakónegyedekkel. A növények tekintetében elmondható, hogy a parkok és a kialakított zöldterületek nagy része emberi kéz eredménye és folyamatosan változik. Van azonban a főváros mindkét oldalán olyan rész, ami különleges és említésre méltó élővilággal rendelkezik és három olyan sziget is, mely a városhoz tartozik és élővilága eltér a nagyvárosi részekétől. Említésre méltó helyek a Gellért-hegy különleges növényeivel és a Merzse-mocsár teljes élővilágával. Budapest legnagyobb kiterjedésű állóvize a XVI. kerületben a Naplás-tó tó, amelynek közvetlen környezete 1997 óta tájvédelmi körzet. A Naplás-tó a közeli Cinkotai parkerdővel és a Merzse-mocsárral együtt számos vízimadár fontos pihenőhelye a tavaszi és őszi madárvonulási időszakban. A városban több kiváló horgászvíz is található, melyek közül kiemelkednek a Duna adta horgászhelyek ilyen például a Hárosi-öböl.

## Fauna
A mérsékelt égövre jellemző fajok nagyvárosi környezethez alkalmazkodott populációi. Nagy számban előfordulnak társállatként kedvtelésből tartott kutyák és macskák, illetve egyéb háziállatok, és rendszeresen lehet találni közülük elkóborolt példányokat is. (A kedvencek naponta tonnaszám keletkező ürüléke terheli a környezetet, és a hanyag gazdáknak „köszönhetően” elsősorban a kutyák jelentős szennyezettséget is okoznak az utcákon hagyott piszkukkal. Fertőzésveszélyt is okoz cipővel lakótérbe történő behurcolása és a száraz ürülék légáramlatba kerülése is. Veszélyt jelenthet a házi kedvenc madarak elengedése is, hiszen rendszeresen kerülnek ki a szabadba például papagájok, és megfigyelték már, hogy fészket is rakott egy barátpapagáj (Myiopsitta monachus) pár.) A kedvtelésből tartott állatok mellett jelentős számban fordulnak elő más madárfajok is.
A leglátványosabb a parlagi galamb (Columba livia), a házi veréb (Passer domesticus), a sarlósfecske (Apus apus) a balkáni gerle (Streptopelia decaocto) a fekete rigó (Turdus merula), a dolmányos varjú (Corvus corone) és (telente) a vetési varjú vagy a házi rozsdafarkú (Phoenicurus ochruros). Akadnak ragadozó madarak is, mint például a vörös vércse (Falco tinnunculus), amely 70-80 párral is képviselteti magát, de előfordul még vándorsólyom (Falco peregrinus) is. A rétisas és a szarka is kedveli a fővárost, a fecskék létszáma ugyanakkor fogyást mutat.
Az élővizeket kedvelik a récék és a békák, a külvárosi cserjés réteket pedig a fácánok. Nagyobb tavaszi és őszi esőzéseket követően a szilárd burkolatú felületekre menekülnek az éticsigák. A nagyobb parkokban sünök és mókusok élnek. Vannak időszakosan megjelenő vándormadarak is. Telente nagy tömegben érkeznek vetési varjak és nagy kárókatonák (Phalacrocorax carbo). A folyóparti részeken a város hulladékát is feldolgozó madarak a sirályok, közöttük előfordul a sárgalábú sirály (Larus cachinnans), a dankasirály (Larus ridibundus) és a viharsirály (Larus canus). A Merzse-mocsár madárvilága is nagyon színes talán kiemelhető a sok itt élő madárfaj közül a bölömbika (Botaurus stellaris) és a gyurgyalag (Merops apiaster). A mocsárban természetesen előfordulnak különböző békafajok, vízisiklók és mocsári teknősök is.
A Duna fővárosi szakaszán a sodrásban lévő részeken fogható a fogassüllő (Sander lucioperca), a folyami harcsa (Silurus glanis) és a rózsás márna (Barbus barbus) míg a csendesebb részeken ponty (Cyprinus carpio), kárászok (Carassius), csuka (Esox lucius), balin (Aspius aspius), amúr (Ctenopharyngodon idella), különböző apróbb halak és keszegfélék fordulhatnak elő nagyobb gyakorisággal. Akad olyan halfaj, mint például a viza (Huso huso), amely korábban gyakori volt, és például városrészt (Vizafogó) is elneveztek róla, de mára a vízerőművek kiépítése miatt már nem tud eljutni a korábbi ívóhelyeire. A vizák visszatérése érdekében már történt telepítés, hogy újra előfordulhasson a magyarországi Duna-szakaszokon. A víz minőségének javulása mellett a vadászatuk csökkenésének eredményeként a Duna és a beletorkolló patakok vízében a közelmúltban ismét otthonra talált az eurázsiai hód és a nutria. 2012 óta augusztusi estéken a Duna vízének felszínét ismét kérészek (Dunavirágok) tömege lepi el.

## Flóra
Budapest eredeti növényzete többnyire a Budai-hegység erdeiben, nagyobb foltokban maradt meg. A város növényeinek döntő hányada már mesterségesen telepített. Ezekkel egyrészt az utak mellé ültetett fasorokban, másrészt a parkokban lehet találkozni. Említésre méltó azonban a Gellért és Sas-hegyen élő közönséges csikófark (Ephedra distachya), mely fokozottan védett gyógynövény. A Gellért-hegy másik ismert és Magyarországon csak itt előforduló növénye a szintén fokozottan védett sárgás habszegfű (Silene flavescens). A Duna külvárosi szakaszainak alkalmanként árvízjárta hullámtereit galériaerdők szegélyezik.

## Lásd még
- Budapest földrajza